# Nesoctites micromegas
Nesoctites micromegas là một loài chim trong họ Picidae.